# Franklin Roberto Lashley
Franklin Roberto Lashley (* 16. červenec 1976, Junction City) je americký profesionální wrestler a bývalý zápasník smíšených bojových umění. Je známý pod přezdívkou Bobby Lashley. Pracuje ve společnosti WWE.

## Dosažené tituly ve MMA
- Shark Fights Heavyweight Championship (1krát)
- XFN Heavyweight Championship (1krát)

## Dosažené tituly ve wrestling
- AWF Tag Team Championship (1krát)
- IWS Heavyweight Championship (1krát)
- TNA/Impact World Heavyweight Championship (4krát)
- TNA King of the Mountain Championship (1krát)
- TNA X Division Championship (1krát)
- TNA Championship Series (2009)
- TNA Joker's Wild (2015)
- ECW World Championship (2krát)
- WWE Intercontinental Championship (2krát)
- WWE United States Championship (3krát)
- WWE Championship ( 2krát)
- André the Giant Memorial Battle Royal (2023)
- Slammy Award (1krát)